# 권순태
권순태(權純泰, 1984년 9월 11일 ~ ) 대한민국의 전직 축구 선수로, 포지션은 골키퍼였으며 현재 충남기계공업고등학교의 GK 코치이다.

## 프로 입단 전
경기도 파주시에서 태어나 학창 시절 때부터 골키퍼로 활약하긴 했으나 파주고등학교 때까지 골키퍼 수업을 한번도 받지 않은 채로 골키퍼로 활약했고 전주대학교 3학년 때는 2005년 동아시아 경기 대회 대학 선발팀에 뽑히기도 했다.

## 클럽 경력

### 전북 현대 모터스1기
2006년 전북 현대 모터스에 입단하자마자 주전 골키퍼 자리를 꿰찬 후 2010 시즌까지 공식전 181경기에 출전하며 2006년 AFC 챔피언스리그와 2009년 K리그에서 각각 구단 역사상 첫 ACL과 K리그1 우승 그리고 2010년 리그컵 준우승 등을 이끌었다.

### 상주 상무 피닉스
2010 시즌 종료 후 군 입대를 위해 상주 상무 피닉스에 입단하여 같은 포지션인 김호준과 주전 경쟁을 벌이며 원 소속팀으로 복귀할 때까지 1년 9개월 동안 공식전 34경기에 출전했다.

### 전북 현대 모터스 2기
1년 9개월간의 김천에서의 군 복무를 마치고 친정팀인 전북으로 복귀한 뒤에도 2016 시즌까지 전북의 주전 골키퍼로 공식전 155경기를 소화하며 리그 2회 우승(2014, 2015) 및 2회 준우승(2012, 2016), 2013년 K리그1 3위, 2013년 FA컵 준우승 등에 기여했다.

### 가시마 앤틀러스
2016 시즌을 마친 후 일본 J1리그의 가시마 앤틀러스로 트레이드되어 2023 시즌까지 무려 7시즌동안 가시마 앤틀러스의 부동의 주전 골키퍼로 공식전 160경기에 출전하며 일본 슈퍼컵 2017 우승, J1리그 2017 준우승, 2018년 AFC 챔피언스리그 우승, 2019 시즌 천황배 준우승 등에 기여했으며 2023년 12월 3일 요코하마 FC와의 J1리그 2023 34라운드 홈 경기를 마지막으로 17년간의 현역 생활을 마감했다.
그리고 이에 앞서 2022년 12월 22일 약 10년간 뛰었던 친정팀의 홈 구장인 전주월드컵경기장을 방문하여 가시마에서의 여러 경기 일정과 코로나19 범유행의 여파로 받지 못했던 2016년 AFC 챔피언스리그 우승 반지를 무려 6년만에 수령받았다.

## 국가대표 경력

### 대한민국 A대표팀
2015년 9월 3일 동남아시아의 최약체팀인 라오스와의 2018년 FIFA 월드컵 아시아 지역 2차 예선 G조 2차전 홈 경기에서 국제 A매치 데뷔전을 치른 후 2개월 뒤에 열린 라오스와의 6차전 원정 경기에도 출전하며 첫 A매치 2경기 모두 라오스를 상대로 홈과 원정 경기를 치렀다.
그로부터 1년 뒤인 2016년 10월에 열린 카타르와 이란과의 2018년 FIFA 월드컵 아시아 지역 최종 예선 A조 3차전과 4차전 경기에 선발 명단에 이름을 올렸으나 카타르와의 최종 예선 A조 8차전 원정 경기를 끝으로 더 이상 A대표팀에 차출되지 못했다.

## 대회 성적

### 클럽
전북 현대 모터스
- K리그1 : 우승 (2009, 2014, 2015), 준우승 (2012, 2016), 3위 (2010, 2013)
- 코리아컵 : 준우승 (2013)
- 리그컵 : 준우승 (2010)
- AFC 챔피언스리그 엘리트 : 우승 (2006, 2016)

가시마 앤틀러스
- J1리그 : 준우승 (2017), 3위 (2018, 2019)
- 천황배 : 준우승 (2019)
- AFC 챔피언스리그 엘리트 : 우승 (2018)
- 일본 슈퍼컵 : 우승 (2017)

### 개인
- K리그1 베스트 11 : 2014, 2015, 2016
- AFC 챔피언스리그 베스트 11 골키퍼상 : 2016, 2018